# Stephanie de Zorzi
Stephanie Ysabel de Zorzi Landaeta (Turmero, 20 de julio de 1993) es una modelo y reina de belleza venezolana quien representó al estado Aragua en el Miss Venezuela 2013 donde obtuvo el título de Miss Venezuela Tierra. En 2016 es designada Miss Earth Venezuela 2016 por la nueva directiva que posee la franquicia nacional del Miss Tierra, lo que le otorgó el derecho de representar al país en el Miss Tierra 2016 donde fue adjudicada Miss Agua.

## Biografía
Stephanie de Zorzi es una modelo venezolana, hija de Hazel Landaeta y Carlos de Zorzi, tiene dos hermanas y un hermano; Catherine, Venezia y Jesús Enrique de Zorzi Landaeta. Stephanie y sus hermanos tienen ascendencia italiana por el lado paterno. Su hermana, Catherine de Zorzi, ganó el Miss Atlántico Internacional 2012, evento realizado en Punta del Este, Uruguay.
Stephanie cursó sus estudios primarios y secundarios en la Unidad Educativa Privada «Oral e Integral y Luisa Cáceres de Arismedi» ubicado en Turmero, Estado Aragua. A sus 18 años, Stephanie logró clasificar a la final del concurso Chica HTV 2011 gracias a la cantidad de votos recibidos en su perfil en la página web del certamen. Posteriormente, participó en el Sambil Model Venezuela 2012 y ganó el Reinado de las Ferias de La Candelaria 2013.
Actualmente, Stephanie es estudiante del quinto semestre de psicología en la Universidad Bicentenaria de Aragua (UBA) y se desempeña como modelo, siendo México y Panamá los países en los ha tenido mayor oportunidad de trabajo.

## Miss Venezuela 2013
Luego de una destacada participación en el reality Miss Venezuela, Todo por la corona, Stephanie logró ser seleccionada para ser una de las 26 candidatas pertenecientes al Miss Venezuela 2013. Stephanie participó en la sexagésima primera edición del certamen de belleza más importante del país, que se llevó a cabo en el Poliedro de Caracas representando al Estado Aragua de donde es oriunda. Al final del evento, Stephanie fue coronada Miss Venezuela Tierra 2013 a manos de su antecesora Alyz Henrich quien en diciembre de ese mismo año se coronó Miss Tierra 2013.

## Miss Tierra 2014
Como parte de sus responsabilidades como Miss Venezuela Tierra, Stephanie tuvo el derecho de representar al país en el Miss Tierra 2014 que se realizó en Ciudad Quezón, Filipinas. Stephanie competiría con 84 candidatas de diversos países y territorios autónomos; sin embargo, fue destituida días antes de la fecha en la que partiría, por motivos no dados a conocer por la Organización Miss Venezuela. En su lugar, participó en dicho certamen la entonces recién electa Miss Venezuela Tierra 2014, Maira Alexandra Rodríguez, quien finalmente se adjudicó como «Miss Agua».

## Miss Tierra 2016
Stephanie fue la abanderada de la nación suramericana en el Miss Tierra 2016, luego que la franquicia nacional del Miss Tierra la obtuviese una nueva directiva, la Organización Miss Earth Venezuela. Por ende, como parte de sus responsabilidades como Miss Venezuela Tierra, Stephanie tuvo el derecho de representar al país en el Miss Tierra 2016 que se realizó en la ciudad de Pásay, Gran Manila, Filipinas, donde compitió con candidatas de 82 países y territorios autónomos para ser la sucesora de la entonces titular del Miss Tierra, Angelia Ong de Filipinas. Al final de la velada, Zorzi se adjudicó como Miss Agua (o segunda finalista).
| Predecesora: Elián Herrera  | Miss Aragua 2013           | Sucesora: Georgina Bachour          |
| Predecesora: Alyz Henrich   | Miss Venezuela Tierra 2013 | Sucesora: Maira Alexandra Rodríguez |
| Predecesora: Andrea Rosales | Miss Venezuela Tierra 2016 | Sucesora: Ninoska Vásquez           |
| Predecesora: Brittany Payne | Miss Tierra Agua 2016      | Sucesora: Juliana Franco            |